# Sandefjord Fotball
Il Sandefjord Fotball, chiamato comunemente Sandefjord, è una società di calcio di Sandefjord, in Norvegia. Dopo due stagioni in Eliteserien, la massima divisione norvegese, nel 2018 retrocede in seconda divisione.
Il club è stato fondato il 10 settembre 1998.

## Palmarès

### Competizioni nazionali
- 1. divisjon: 1

2014

### Altri piazzamenti
- Coppa di Norvegia:

Finalista: 2006
- 1. divisjon:

Secondo posto: 2005, 2008, 2016, 2019
Terzo posto: 2002, 2003, 2011, 2012

## Organico

### Rosa 2025
Rosa aggiornata al 16 aprile 2025.
| N. |                                 | Ruolo | Calciatore              |
| -- | ------------------------------- | ----- | ----------------------- |
| 1  | Norvegia (bandiera)             | P     | Alf Grønneberg          |
| 2  | Svezia (bandiera)               | D     | Zinedin Smajlović       |
| 3  | Norvegia (bandiera)             | D     | Vetle Egeli             |
| 4  | Norvegia (bandiera)             | D     | Fredrik Carson Pedersen |
| 5  | Norvegia (bandiera)             | D     | Aleksander van der Spa  |
| 6  | Norvegia (bandiera)             | C     | Sander Mørk             |
| 7  | Belgio (bandiera)               | A     | Evangelos Patoulidis    |
| 8  | Svezia (bandiera)               | C     | Robin Dzabic            |
| 10 | Svizzera (bandiera)             | C     | Loris Mettler           |
| 11 | Svezia (bandiera)               | A     | Darrell Tibell          |
| 13 | Bosnia ed Erzegovina (bandiera) | P     | Alem Omerinović         |
| 14 | Norvegia (bandiera)             | C     | Edvard Sundbø Pettersen |
| 16 | Norvegia (bandiera)             | D     | Henrik Skretteberg      |
| 17 | Norvegia (bandiera)             | D     | Christopher Cheng       |
| 18 | Svezia (bandiera)               | C     | Filip Ottosson          |

| N. |                     | Ruolo | Calciatore              |
| -- | ------------------- | ----- | ----------------------- |
| 19 | Norvegia (bandiera) | A     | Bendik Berntsen         |
| 20 | Norvegia (bandiera) | C     | Marcus Melchior         |
| 21 | Norvegia (bandiera) | C     | Jakob Swift             |
| 22 | Norvegia (bandiera) | D     | Martin Gjone            |
| 23 | Islanda (bandiera)  | A     | Stefán Ingi Sigurðarson |
| 24 | Norvegia (bandiera) | A     | Sebastian Holm Mathisen |
| 25 | Norvegia (bandiera) | A     | Storm Bugge Pettersen   |
| 26 | Norvegia (bandiera) | D     | Filip Loftesnes-Bjune   |
| 27 | Norvegia (bandiera) | A     | Jakob Dunsby            |
| 28 | Norvegia (bandiera) | D     | Theodor Agelin          |
| 30 | Siria (bandiera)    | P     | Elias Hadaya            |
| 43 | Svezia (bandiera)   | A     | Elias Jemal             |
| 45 | Burundi (bandiera)  | C     | Beltran Mvuka           |
| 47 | Norvegia (bandiera) | D     | Stian Kristiansen       |